# Pierrot Lunaire (2014)
Pierrot Lunaire ist ein kanadisches Filmdrama von Bruce LaBruce aus dem Jahr 2014. Der Stoff und der Soundtrack des Films basieren auf dem Melodrama Dreimal sieben Gedichte aus Albert Girauds Pierrot lunaire, op. 21 des Komponisten Arnold Schönberg von 1912. Bruce LaBruce überführt den Stoff von Albert Giraud und Arnold Schönberg in einen zeitgenössischen Kontext. Pierrot ist hier ein Transmann.

## Handlung
Die Geschichte, die LaBruce in den Stoff einwebt, basiert auf realen Ereignissen, die sich in den späten 1970er Jahren in Toronto zutrugen. Der trans Mann Pierrot verliebt sich in Columbine, eine junge Frau, die nichts von seiner Transgeschlechtlichkeit ahnt. Die Liebe beruht auf Gegenseitigkeit. Während Pierrot aus weniger vermögenden Verhältnissen stammt, ist Columbine die Tochter eines Industriellen. Als Columbine ihren Liebhaber ihrem Vater vorstellt, ist dieser zunächst kritisch, lässt sich aber von seinem Charme überzeugen. Eines Nachts entdeckt Columbine, dass ihr Liebhaber sie mit einem Dildo befriedigt hat. Die beunruhigte Columbine erzählt dies ihrem Vater, der Pierrot als „nicht-männlich“ demaskiert. Er verbietet seiner Tochter den weiteren Kontakt zu ihm. Pierrot geht in eine Stripbar. Das Glory Hole auf der Bühne erscheint ihm als Guillotine, das den Penis des Strippers abschneidet. Pierrot nimmt den Stripper mit nach Hause und will ihm dort sein Genital abschneiden, um sich dieses selbst anzukleben. Doch Pierrots Sympathie zu ihm ist so stark, dass er ihn nicht umbringt. Inzwischen trifft sich Columbine mit Pierrot und gesteht ihm ihre bedingungslose Liebe. In der nächsten Nacht hält Pierrot ein Taxi an, lässt den Fahrer an einen verlassenen Ort außerhalb der Stadt fahren, ersticht ihn, schneidet ihm die Genitalien ab und klebt sich diese an. Dann fährt er das Taxi zum Haus des Vaters seiner Freundin und klingelt. Als der Vater und Columbine die Tür öffnen, zieht er sich die Hosen herunter und zeigt „sein“ männliches Genital. Voll Wut beweist Pierrot dem Vater und der Geliebten seine „wahre“ Männlichkeit.

## Formale Kriterien
Der Film ist wie ein Stummfilm mit Zwischentiteln angelegt, die auch die Titel der Gedichte enthalten, und ist vorwiegend schwarz-weiß gedreht. In der Tonspur ist Schönbergs Pierrot lunaire zu hören, die Schauspielerin Susanne Sachsse, die auch Pierrot verkörpert, rezitiert bzw. singt den Text. Der Film wurde in Berlin gedreht.

## Hintergrund
LaBruce formuliert mit dem Film auch Gesellschaftskritik, im Besonderen am Geschlechterverhältnis. Pierrot agiert in gewisser Weise gegen das Patriarchat, indem er einem cis-Mann den Penis abschneidet. Im Film wird der Vater von Columbine, der Industrieller ist, mehrfach als „Kapitalist“ kritisiert. Pierrot stammt dagegen aus ärmeren Verhältnissen. Die Besetzung einer männlichen Figur mit einer Schauspielerin geht auf Schönberg zurück, der dies für sein Stück vorschrieb.
Eine weitere Ebene im Film ist die psychoanalytische. Thematisiert werden der Kastrationskomplex, der Ödipuskomplex und der Penisneid. Der Penis erscheint als Machtsymbol, der im Film von einer Glory-Hole-Guillotine abgeschnitten wird. Der permanent präsente Mond symbolisiert den weiblichen Anteil von Pierrot. Ein Nachtclubtänzer tritt als körperlich-männlicher Schatten von Pierrot in Erscheinung.
Diverse Motive im Film sind Literaturzitate. Die Geschichte enthält alle Elemente eines gängigen Melodrams. LaBruce rekurriert auf Shakespeare, auf antike Mythen, auf das Theater des Grand Guignol. LaBruce formuliert eine Pierrot-Version des 21. Jahrhunderts.

## Theateradaption von 2011
Der Film Pierrot Lunaire basiert auf LaBruces Theateradaption von Schönbergs Werk, die er schon 2011 auf Anfrage des Dirigenten Premil Petrovic im Berliner Theater Hebbel am Ufer unter dem Titel Pierrot Lunaire: Dreimal sieben Gedichte aus Albert Girauds ‘Pierrot lunaire’ inszenierte. Der Film enthält auch Film- und Tonaufnahmen aus dem Theaterstück. Schönbergs Stück wurde vom Construction Site New Music Ensemble interpretiert. Zusätzlich ist im Film in den Nachtclubszenen Techno zu hören, in dem LaBruce – ebenso wie in Schönbergs Musik – eine musikalische Revolution sieht.

## Besetzung

### Schauspiel
- Pierrot Lunaire: Susanne Sachsse
- Columbine: Paulina Bachmann bzw. Maria Ivanenko in der Theaterversion
- Vater von Columbine: Boris Lisowski
- Pierrots Schatten bzw. Nachtclubtänzer: Mehdi Berkouki bzw. Luzio Vega in der Theaterversion
- Taxifahrer: Krisha Kumar Krishnan
- Pole Dancer: Amit Elan, Krassen Krastev, Tony Weiss aka Anthony Weiss

### Musik

#### Interpretation von SchönbergsPierrot Lunaire
- Marina Nenadovic: Flöte, Piccoloflöte (Construction Site New Music Ensemble)
- Veljko Kelnkovski: Klarinette, Bassklarinette (Construction Site New Music Ensemble)
- Mirjana Neskovic: Violine, Bratsche (Construction Site New Music Ensemble)
- Srjdan Sretenovic: Cello (Construction Site New Music Ensemble)
- Neda Hoffmann: Klavier
- Susanne Sachsse: Gesang
- Dirigent: Premil Petrovic

#### Techno
- MadLick
- Eva Teppe

## Auszeichnungen und Festivals
Der Film wurde 2014 mit dem Teddy Award, Special Prize der Jury ausgezeichnet. Er lief 2014 auf den Internationalen Filmfestspielen Berlin.